# Eruca vesicaria
A rúcula (Eruca vesicaria; sins. Eruca sativa Mill., E. vesicaria sub sp. sativa (Miller) Thell., Brassica eruca L.) é uma espécie de planta com flor pertencente à família Brassicaceae. 
A autoridade científica da espécie é (L.) Cav., tendo sido publicada em Descripción de las Plantas 426–427. 1802.

## Portugal

Flores

Folhas

Trata-se de uma espécie presente no território português, nomeadamente em Portugal Continental e no Arquipélago da Madeira.
Em termos de naturalidade é nativa das duas regiões atrás indicadas.

## Protecção
Não se encontra protegida por legislação portuguesa ou da Comunidade Europeia.